# The Soul Man
The Soul Man è una sitcom statunitense trasmessa su TV Land tra il 2012 e il 2016 per cinque stagioni.
Ideata da Suzanne Martin e Cedric the Entertainer, è uno spin-off di Hot in Cleveland; l'episodio Un matrimonio da sogno (Bridezelka) della seconda stagione della serie madre ne costituisce un backdoor pilot.

## Personaggi e interpreti

### Personaggi principali
- Reverendo Sherman Boyce Ballentine, interpretato da Cedric the Entertainer, ex-cantante R&B.
- Lolli Ballentine, interpretata da Niecy Nash, moglie di Boyce, e proprietaria di un salone di bellezza.
- Fletcher Emmanuel "Stamps" Ballentine, interpretato da Wesley Jonathan, fratello minore di Boyce.
- Lyric Ballentine, interpretata da Jazz Raycole, figlia di Boyce.
- Barton Moses Ballentine, interpretato da John Beasley, padre di Boyce.

### Personaggi secondari
- Lester (stagioni 1-5), interpretato da Gary Anthony Williams.
- Suor Coriann Pearly (stagioni 1-4), interpretata da Hattie Winston.
- Wanda (stagione 1), interpretata da Kim Coles.
- Paul and Robyn (stagioni 1–3, 5), interpretati da Cedric Yarbrough e Yvette Nicole Brown.
- Kim (stagioni 2–4), interpretata da Kellee Stewart.
- Bird (stagione 2), interpretato da Malcolm Barrett.
- Curtis (stagioni 2–5), interpretato da Malik S.
- Nikki (stagioni 1 e 4), interpretata da Sherri Shepherd.
- Terri (stagione 4), interpretata da Nyima Funk.
- Shirley (stagioni 4–5), interpretata da Aloma Wright.
- Alicia (stagione 5), interpretata da Missi Pyle.

## Episodi
| Stagione         | Episodi | Prima TV USA |
| ---------------- | ------- | ------------ |
| Prima stagione   | 12      | 2012         |
| Seconda stagione | 10      | 2013         |
| Terza stagione   | 8       | 2014         |
| Quarta stagione  | 12      | 2015         |
| Quinta stagione  | 12      | 2016         |